# Pizzo Marumo
Pizzo Marumo är en bergstopp i Schweiz.   Den ligger i distriktet Blenio och kantonen Ticino, i den sydöstra delen av landet, 120 km öster om huvudstaden Bern. Toppen på Pizzo Marumo är 2 790 meter över havet, eller 432 meter över den omgivande terrängen. Bredden vid basen är 3,3 km.
Terrängen runt Pizzo Marumo är huvudsakligen bergig. Närmaste större samhälle är Disentis, 14,3 km nordväst om Pizzo Marumo. 
Trakten runt Pizzo Marumo består i huvudsak av gräsmarker. Runt Pizzo Marumo är det mycket glesbefolkat, med 5 invånare per kvadratkilometer.